# Чарльз Каматі
Чарльз Ваверу Каматі (англ. Charles Waweru Kamathi; нар. 18 травня 1978) — кенійський легкоатлет, який спеціалізувався в бігу на довгі дистанції.

## Спортивні досягнення
Фіналіст (13-е місце) з бігу на 10000 метрів на Олімпіаді-2004.
Чемпіон світу з бігу на 10000 метрів (2001). Фіналіст двох інших чемпіонатів світу з бігу на 10000 метрів — 7-е місце у 2003 та 12-е місце у 2005.
Чемпіон світу з напівмарафону в командному заліку (2002). Посів 9-е місце в індивідуальному заліку на чемпіонаті світу з напівмарафону-2002.
Бронзовий призер чемпіонату світу з кросу (2001). На інших чемпіонатах світу з кросу посідав високі місця в індивідуальному заліку — двічі був п'ятим (2002, 2004), 7-е місце (2000) та 10-е місце (2005).
Триразовий чемпіон світу з кросу в командному заліку (2000, 2001, 2002). Двічі срібний призер чемпіонатів світу з кросу в командному заліку (2004, 2005).
Чемпіон Африки з бігу на 10000 метрів (2004).
Бронзовий призер Берлінського марафону (2008).
Чемпіон Кенії з бігу на 5000 метрів (2004) та 10000 метрів (2001).